# Liste der Naturdenkmale in Zwiefalten
| Naturdenkmale | Anzahl |
| ------------- | ------ |
| FND           | 3      |
| END           | 4      |
| Gesamt        | 7      |

Die Liste der Naturdenkmale in Zwiefalten nennt die verordneten Naturdenkmale (ND) der im baden-württembergischen Landkreis Reutlingen liegenden Gemeinde Zwiefalten. In Zwiefalten gibt es insgesamt 7 als Naturdenkmal geschützte Objekte, davon 3 flächenhafte Naturdenkmale (FND) und 4 Einzelgebilde-Naturdenkmale (END).
Stand: 1. November 2016.

## Flächenhafte Naturdenkmale (FND)
| Name                       | Bild | Kennung     | Einzelheiten | Position | Fläche Hektar | Datum         |
| -------------------------- | ---- | ----------- | ------------ | -------- | ------------- | ------------- |
| Feuchtgebiet im Ganstal    | BW   | 84150850006 | Zwiefalten   | ⊙        | 0,9           | 30. Apr. 2015 |
| Rappenstein                | BW   | 84150850008 | Zwiefalten   | ⊙        | 0,2           | 30. Apr. 2015 |
| Wald und Heiderest Grastal | BW   | 84150850007 | Zwiefalten   | ⊙        | 2,4           | 30. Apr. 2015 |
| Legende für Naturdenkmal   |      |             |              |          |               |               |

## Einzelgebilde (END)
| Name                                | Bild | Kennung     | Einzelheiten | Position | Fläche Hektar | Datum         |
| ----------------------------------- | ---- | ----------- | ------------ | -------- | ------------- | ------------- |
| Holzapfel Kordeläcker               | BW   | 84150850011 | Zwiefalten   | ⊙        | 0,0           | 30. Apr. 2015 |
| Linde am Bühlhof                    | BW   | 84150850009 | Zwiefalten   | ⊙        | 0,0           | 30. Apr. 2015 |
| Linden und Esche Upflamör           | BW   | 84150850012 | Zwiefalten   | ⊙        | 0,0           | 30. Apr. 2015 |
| Wildbirne am Wasserbehälter Bühlhof |      | 84150850010 | Zwiefalten   | ⊙        | 0,0           | 30. Apr. 2015 |
| Legende für Naturdenkmal            |      |             |              |          |               |               |

## Ehemalige Naturdenkmale
| Name                     | Bild | Kennung | Einzelheiten                  | Position | Fläche Hektar | Datum |
| ------------------------ | ---- | ------- | ----------------------------- | -------- | ------------- | ----- |
| 6 Ulmen                  | BW   |         | Zwiefalten Anlage Hauptstraße | ⊙        | 0,0           |       |
| Engerlers Buche          |      |         | Zwiefalten Am Wimsener Weg    | ???      | 0,0           |       |
| Legende für Naturdenkmal |      |         |                               |          |               |       |